# Diodogorgia laauense
Diodogorgia laauense is een zachte koraalsoort uit de familie Anthothelidae. De koraalsoort komt uit het geslacht Diodogorgia. Diodogorgia laauense werd in 1956 voor het eerst wetenschappelijk beschreven door Bayer. 